# Чаквал (округ)
Чаквал (панджабі та урду ضلع چکوال) — округ у провінції Пенджаб, Пакистан. Розташований на півночі провінції Пенджаб, район Чаквал межує з Талагангом на півдні, Равалпінді на північному сході, Джелумом на сході, Талагангом на сході. Округ був створений з частин Джелума та Аттока в 1985 році.

## Історія
За часів британського правління Чаквал був техсілем округу Джелум, населення якого, згідно з переписом населення Індії 1891 року, становило 164 912 осіб, а в 1901 році скоротилося до 160 316 осіб. До його складу входили міста Чаквал і Бхаун та 248 сіл. Земельний дохід і податки становили в 1903-4 роках 3-300 000 рупій. Переважно мусульманське населення підтримувало Мусульманську лігу і Пакистанський рух. Після проголошення незалежності Пакистану в 1947 році індуїсти та сикхи, що становили меншість, мігрували до Індії, а мусульманські біженці з Індії оселилися в Чаквалі. 1 липня 1985 року він був підвищений до рівня округу.

## Адміністративний устрій
Чаквал, який займає площу 6 524 км2, поділяється на п'ять тесілів. Раніше два техсіли входили до складу сусідніх округів: 
- Техсіл Чаквал був приєднаний до округу Джелум і став частиною новоутвореного округу Чаквал.
- Чоа Сайдан Шах був виділений з Пінд Дадан Хан округу Джелум і був об'єднаний з округом Чаквал. Чоа Сайдан Шах був підвищений до рівня техсілю у 1993 році.

Округ адміністративно поділяється на три техсіли та 45 союзних рад.
| Техсіл         | Союзні ради | Кількість поселень | Кількість державних шкіл | Кількість поліцейських відділень | Кількість поштових відділень | Батьківський техсил |
| -------------- | ----------- | ------------------ | ------------------------ | -------------------------------- | ---------------------------- | ------------------- |
| Чаквал         | 30          | 207                | 523                      | 5                                | 48                           | Чаквал              |
| Чоа Сайдан Шах | 7           | 47                 | 96                       | 1                                | 14                           | Чаквал              |
| Каллар Кахар   | 8           | 72                 | 148                      | 1                                | 15                           | Чаквал              |
| Всього         | 45          | 326                | 767                      | 7                                | 77                           |                     |

## Географія
Округ Чаквал межує з районами Равалпінді та Атток на півночі, Джелум на сході, Хушаб на півдні та Міанвалі на заході. Загальна площа округу Чаквал становить 6 609 квадратних кілометрів, що еквівалентно 1 652 443 акрам (6 687,20 км2).
Південна частина підіймається до Соляного хребта і включає пік Чайл, 3 701 футів (1 128 м) над рівнем моря, найвищу точку в окрузі. Між нею і річкою Сохан, яка проходить більш-менш уздовж північного кордону, країна являє собою колись досить рівну рівнину, що знижується від 2 000 футів (610 м) біля підніжжя пагорбів до 1 400 футів (430 м) в районі Сохану; зараз поверхня сильно порізана ярами і дуже важкодоступна для пересування.

## Демографія
На момент перепису 2017 року в роурузі Чаквал було 170 908 домогосподарств із населенням 967 707 осіб. Чаквал мав співвідношення статей 1064 жінки на 1000 чоловіків і рівень грамотності 77,21 % — 85,34 % для чоловіків і 69,80 % для жінок. 203 930 (21,07 %) проживали в містах. 213 052 (22,02 %) були віком до 10 років. 4123 (0,43 %) були представниками релігійних меншин.
На момент перепису 2017 року 91,28 % населення розмовляли пенджабі, 5,77 % пушту та 2,13 % урду.
Діалекти пенджабі — дхані і аванкарі.

## Освіта
Загалом у Чаквалі 1199 державних шкіл, з яких 52 відсотки (627 шкіл) призначені для дівчат. У державних школах округу навчається 181 574 особи.

## Навчальні заклади
До навчальних закладів округу Чаквал належать:
- Government Post Graduate College (Chakwal)
- University Of Chakwal

## Відомі люди
- Ях'я Хан, колишній президент Пакистану, народився в місті Чаквал у 1917 році.
- Манмоган Сінґх, колишній прем'єр-міністр Індії, народився в селі Гах (колишня частина округу Джелум).
- Худадад Хан, віце-президент, нагороджений Хрестом Вікторії, армія Британії.
- Малік Нур Хан був тризірковим авіаційним офіцером, політиком, спортивним адміністратором і головнокомандувачем ВПС Пакистану, який служив під керівництвом президента Аюба Хана з 1965 по 1969 рік.
- Мухаммад Сафдар, генерал-лейтенант Мухаммад Сафдар — колишній губернатор Пенджабу, який обіймав цю посаду з 1999 по 2001 рік. Раніше він також обіймав посаду посла в Марокко та віце-канцлера Університету Пенджабу до 1993 року.
- Полковник Імам — бригадний генерал Султан Амір Тарар був однозірковим генералом армії Пакистану, членом Групи спеціальної служби (SSG) армії та офіцером розвідки Міжвідомчої розвідки (ISI).
- Рафіуддін Хашмі, ікбаліст, дослідник, письменник-мандрівник і професор Східного коледжу та Університету Пенджабу
- Сукх Девіс, індійський хімік-органік, академік, дослідник і письменник, відомий своїм внеском у розробку гуггулстерону, стероїду рослинного походження, який використовується як терапевтичний і харчовий засіб.